# Apogon amboinensis
Apogon amboinensis е вид лъчеперка от семейство Apogonidae.

## Разпространение и местообитание
Видът е разпространен във Вануату, Индонезия, Китай, Нова Каледония, Палау, Провинции в КНР, Сингапур, Соломонови острови, Тайван, Фиджи, Филипини и Япония.
Среща се на дълбочина от 0,3 до 2,1 m, при температура на водата около 29 °C и соленост 34,1 ‰.

## Описание
На дължина достигат до 7 cm.